# Instituto Federal de Roraima
O Instituto Federal de Educação, Ciência e Tecnologia de Roraima é uma instituição brasileira que oferece educação básica, profissional e superior, de forma "pluricurricular". O instituto originalmente foi criado através de proposição do ex-deputado federal Mozarildo Cavalcanti e mediante transformação do Centro Federal de Educação Tecnológica de Roraima (CEFET-RR), que por sua vez era denominado Escola Técnica Federal de Roraima (ETFRR). Sua reitoria está instalada em Boa Vista, Roraima.
Dispõe de cinco campi, a saber:
- Campus Boa Vista (sede);[1]
- Campus Novo Paraíso[2], na zona rural de Caracaraí;
- Campus Amajari[3], na sede do município.
- Campus Bonfim[4], na sede do município.
- Campus Boa Vista - Zona Oeste[5], na sede do município. É localizado na zona oeste de Boa Vista.